# パーフェクト ストーム
『パーフェクト ストーム』（The Perfect Storm）は、2000年のアメリカ合衆国のパニック映画。監督はウォルフガング・ペーターゼン、出演はジョージ・クルーニーとマーク・ウォールバーグなど。タイトルの「パーフェクト・ストーム」は複数の厄災が同時に起こって破滅的な事態に至ることを意味する。
1997年にセバスチャン・ユンガーが実話を元に執筆したノンフィクション小説『パーフェクトストーム -史上最悪の暴風に消えた漁船の運命』の映画化作品。

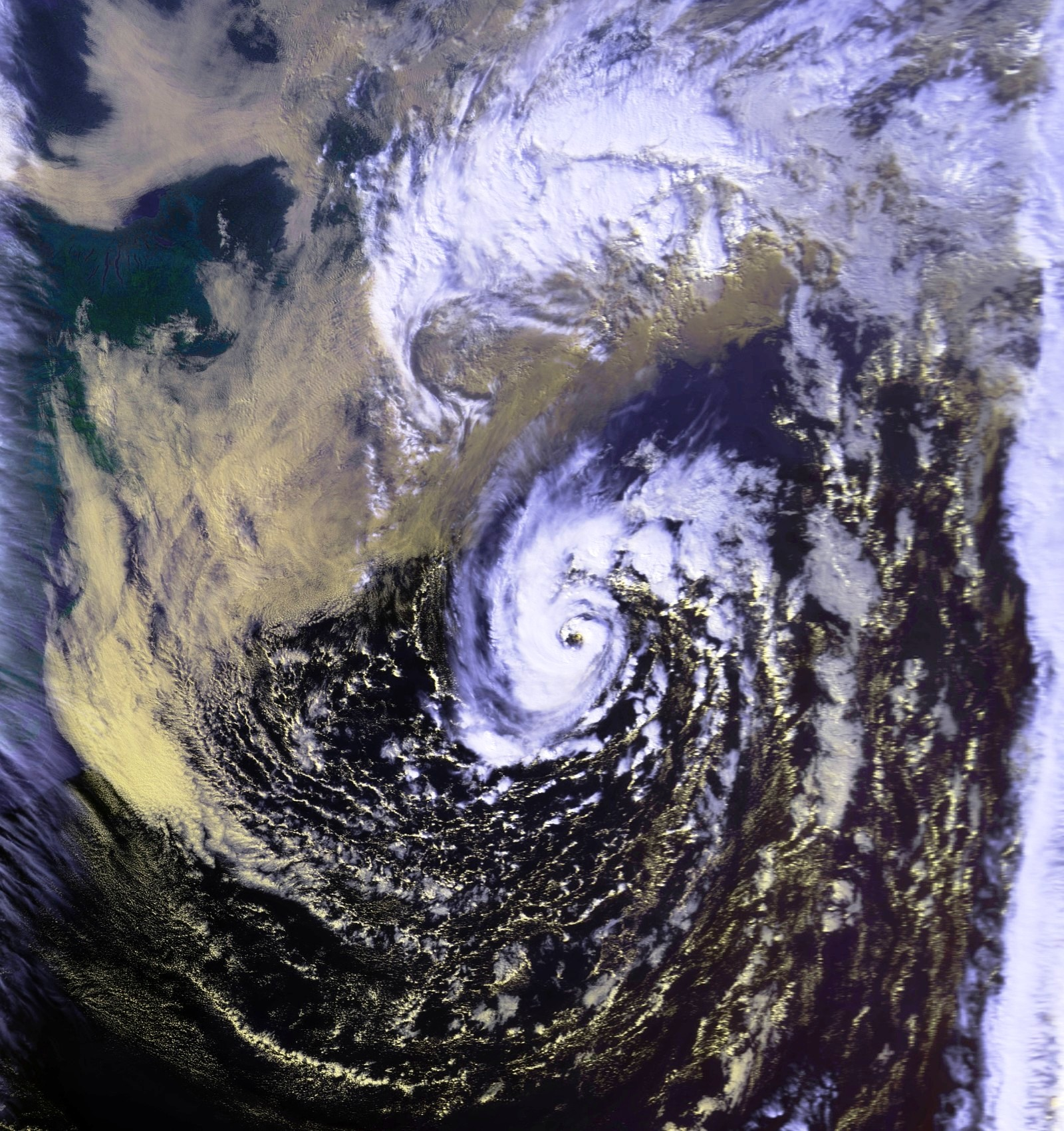
実際に撮影されたパーフェクトストーム。1991年11月1日。

セバスチャン・ユンガーの『パーフェクト・ストーム』は、1991年秋の大嵐で行方不明になったアンドレア・ゲイル号を巡る人々を描いた書籍である。乗っていた20歳代から30歳代の漁師らがどのように育って漁師となりどのように生活を行ってきたかが描かれ、航海の背景、大嵐、アメリカ・カナダの沿岸警備隊による捜索活動が描かれる。

## ストーリー
1991年9月、マサチューセッツ州グロスターに、一艘のメカジキ漁船 - アンドレア・ゲイル号 - が到着した。不漁に悩みながらも船長のビリーは、戻ったばかりの仲間達を説き伏せて再び漁に出る。
彼らは遠方の漁場へ足を伸ばし、グランドバンクの東方にあるフレミッシュ・キャップに入り、期待通りの大収穫を収めたが、船内の製氷機が故障するというアクシデントが発生する。さらにこの時、ノーイースターと呼ばれる嵐に加えてハリケーンも接近しているという報道を聞いて、漁を諦め急ぎ帰路に就いた彼らだが、ノーイースターとハリケーンが融合し、巨大な嵐“パーフェクト・ストーム”が発生した。
アンドレア・ゲイル号は大嵐の中心に遭遇する。気象図で天候を予測したリンダはビリーに警告を与えたが、遅かった。ビリーらクルーは、必死に大嵐と戦い、一度は最悪の状況から脱したかに見えた。しかし容赦のない大波が再び迫り、船を飲み込んでしまう。

## キャスト
※括弧内は日本語吹替
- ビリー・タイン：ジョージ・クルーニー（小山力也）

メカジキ漁船アンドレア・ゲイル号の船長。
- ボビー・シャットフォード：マーク・ウォールバーグ（家中宏）

漁師。新人でまだ若い。
- デイル・“マーフ”・マーフィー：ジョン・C・ライリー（金子由之）

ビリーの親友。通称マーフ。喧嘩っぱやくトラブルが多い。離婚歴があり息子がいる。
- デヴィッド・“サリー”・サリヴァン：ウィリアム・フィクナー（牛山茂）

通称サリー。嫌味な性格。マーフとは犬猿の仲。
- クリスティーナ・“クリス”・コッター：ダイアン・レイン（深見梨加）

ボビーの恋人。
- マイク・“バグジー”・モラン：ジョン・ホークス（山野井仁）

船員。女運。
- リンダ・グリーンロー：メアリー・エリザベス・マストラントニオ（塩田朋子）

船長。女性ながらに腕が立つ。
- アルフレッド・ピエール：アレン・ペイン（英語版）（室園丈裕）

船員。野性的で女にモテる。
- メリッサ・ブラウン：カレン・アレン（兒玉彩伽）
- イーディ・ベイリー：チェリー・ジョーンズ（喜田あゆ美）
- アイリーン・“ビッグレッド”・ジョンソン：ラスティ・シュウィマー

バクジーに声をかけられた女性。
- アレキサンダー・マカナリー3世：ボブ・ガントン
- ボブ・ブラウン：マイケル・アイアンサイド（辻親八）
- トッド・グロス：クリストファー・マクドナルド（仲野裕）

漁港の代表。

## 製作
製作当時は難しいとされていたCGによる波の表現には、デジタル視覚効果アーティストとしてマシ・オカが関わっている。
実際にアンドレア・ゲイル号が僚船と交わした最後の交信は、巨大な波が向かってきたことを知らせるものであった。その後の捜索では、非常用位置指示無線標識装置（EPIRB）、空の救命ボート、燃料タンクなどが見つかったのみであり、船体も乗組員もついに発見されなかった。

## 作品の評価

### 映画批評家によるレビュー
Rotten Tomatoesによれば、批評家の一致した見解は「特殊効果はよくできていて印象的だが、実際のドラマや性格描写は乏しい。結果的には気の利いた見た目がいいだけの映画以外の何物でもない」であり、135件の評論のうち高評価は47%にあたる63件で、10点満点中5.54点を得ている。Metacriticによれば、36件の評論のうち、高評価は20件、賛否混在は15件、低評価は1件で、平均して100点満点中59点を得ている。

### 受賞歴
第73回アカデミー賞で録音賞と視覚効果賞の2部門でノミネートされたが、どちらも受賞はならなかった。

## 日本語字幕
菊地浩司